# تاگوربن
تاگوربن (به آلمانی: Tagewerben) یک منطقهٔ مسکونی در آلمان است که در وایسنفلس واقع شده‌است. تاگوربن ۸۱۱ نفر جمعیت دارد.